# WHL 2011/12
Die WHL-Saison 2011/12 war die 46. Spielzeit der Western Hockey League. Die reguläre Saison begann am 22. September 2011 und endete am 18. März 2012. Die Edmonton Oil Kings gewannen als punktbestes Team der Vorrunde die Scotty Munro Memorial Trophy. Die Play-offs begannen am 22. März 2012 und endeten mit dem erstmaligen Ed-Chynoweth-Cup-Gewinn der Edmonton Oil Kings am 13. Mai 2012, die sich im WHL-Finale gegen die Portland Winterhawks durchsetzten.

## Teamänderungen
Folgende Änderungen wurden vor Beginn der Saison vorgenommen:
- Die Chilliwack Bruins aus Chilliwack, British Columbia wurden nach Victoria, British Columbia, umgesiedelt und der Name des Teams in Victoria Royals geändert.

## Reguläre Saison

### Abschlussplatzierungen
Abkürzungen: GP = Spiele, W = Siege, L = Niederlagen, OTL = Niederlage nach Overtime, SOL= Niederlage nach Shootout, GF = Erzielte Tore, GA = Gegentore, Pts = Punkte

Erläuterungen:       = Play-off-Qualifikation,       = Division-Sieger,       = Conference-Sieger,       = Scotty-Munro-Memorial-Trophy-Gewinner

#### Eastern Conference
| East Division         | GP | W  | L  | OTL | SOL | GF  | GA  | Pts |
| --------------------- | -- | -- | -- | --- | --- | --- | --- | --- |
| Moose Jaw Warriors    | 72 | 45 | 19 | 6   | 2   | 258 | 213 | 98  |
| Saskatoon Blades      | 72 | 40 | 29 | 1   | 2   | 268 | 250 | 83  |
| Brandon Wheat Kings   | 72 | 39 | 28 | 1   | 4   | 273 | 257 | 83  |
| Regina Pats           | 72 | 37 | 27 | 6   | 2   | 230 | 214 | 82  |
| Swift Current Broncos | 72 | 27 | 37 | 2   | 6   | 216 | 272 | 62  |
| Prince Albert Raiders | 72 | 21 | 45 | 3   | 3   | 219 | 312 | 48  |

| Central Division      | GP | W  | L  | OTL | SOL | GF  | GA  | Pts |
| --------------------- | -- | -- | -- | --- | --- | --- | --- | --- |
| Edmonton Oil Kings    | 72 | 50 | 15 | 3   | 4   | 310 | 193 | 107 |
| Calgary Hitmen        | 72 | 44 | 25 | 2   | 1   | 273 | 221 | 91  |
| Medicine Hat Tigers   | 72 | 42 | 24 | 2   | 4   | 255 | 209 | 90  |
| Kootenay Ice          | 72 | 36 | 26 | 6   | 4   | 222 | 201 | 82  |
| Red Deer Rebels       | 72 | 32 | 34 | 1   | 5   | 204 | 231 | 70  |
| Lethbridge Hurricanes | 72 | 29 | 42 | 0   | 1   | 225 | 292 | 59  |

#### Western Conference
| B.C. Division         | GP | W  | L  | OTL | SOL | GF  | GA  | Pts |
| --------------------- | -- | -- | -- | --- | --- | --- | --- | --- |
| Kamloops Blazers      | 72 | 47 | 20 | 2   | 3   | 290 | 211 | 99  |
| Vancouver Giants      | 72 | 40 | 26 | 2   | 4   | 255 | 234 | 86  |
| Kelowna Rockets       | 72 | 31 | 31 | 4   | 6   | 217 | 242 | 72  |
| Victoria Royals       | 72 | 24 | 41 | 3   | 4   | 233 | 325 | 55  |
| Prince George Cougars | 72 | 24 | 46 | 0   | 2   | 166 | 257 | 50  |

| U.S. Division        | GP | W  | L  | OTL | SOL | GF  | GA  | Pts |
| -------------------- | -- | -- | -- | --- | --- | --- | --- | --- |
| Tri-City Americans   | 72 | 50 | 18 | 2   | 2   | 281 | 190 | 104 |
| Portland Winterhawks | 72 | 49 | 19 | 3   | 1   | 328 | 229 | 102 |
| Spokane Chiefs       | 72 | 38 | 25 | 5   | 4   | 257 | 225 | 85  |
| Everett Silvertips   | 72 | 22 | 40 | 2   | 8   | 185 | 268 | 54  |
| Seattle Thunderbirds | 72 | 25 | 45 | 1   | 1   | 173 | 292 | 52  |

### Beste Scorer
Abkürzungen: GP = Spiele, G = Tore, A = Assists, Pts = Punkte, PIM = Strafminuten; Fett: Saisonbestwert
| Spieler           | Team                 | GP | G  | A  | Pts | PIM |
| ----------------- | -------------------- | -- | -- | -- | --- | --- |
| Brendan Shinnimin | Tri-City Americans   | 69 | 58 | 76 | 134 | 82  |
| Mark Stone        | Brandon Wheat Kings  | 66 | 41 | 82 | 123 | 22  |
| Ty Rattie         | Portland Winterhawks | 69 | 57 | 64 | 121 | 54  |
| Adam Hughesman    | Tri-City Americans   | 72 | 50 | 66 | 116 | 42  |
| Jordan Weal       | Regina Pats          | 70 | 41 | 75 | 116 | 36  |
| Patrick Holland   | Tri-City Americans   | 72 | 25 | 84 | 109 | 48  |
| Emerson Etem      | Medicine Hat Tigers  | 65 | 61 | 46 | 107 | 34  |
| Michael St. Croix | Edmonton Oil Kings   | 72 | 45 | 60 | 105 | 49  |
| Micheal Ferland   | Brandon Wheat Kings  | 68 | 47 | 49 | 96  | 84  |
| Sven Bärtschi     | Portland Winterhawks | 47 | 33 | 61 | 94  | 36  |

### Beste Torhüter
Abkürzungen: GP = Spiele, TOI = Eiszeit (in Minuten), W = Siege, L = Niederlagen, OTL = Overtime/Shootout-Niederlagen, GA = Gegentore, SO = Shutouts, Sv% = gehaltene Schüsse (in %), GAA = Gegentorschnitt
| Spieler         | Team                | GP | TOI  | W  | L  | OTL | GA  | SO | Sv%  | GAA  |
| --------------- | ------------------- | -- | ---- | -- | -- | --- | --- | -- | ---- | ---- |
| Ty Rimmer       | Tri-City Americans  | 46 | 2665 | 31 | 12 | 2   | 108 | 5  | 92,2 | 2,43 |
| Tyler Bunz      | Medicine Hat Tigers | 61 | 3616 | 39 | 17 | 5   | 155 | 3  | 92,1 | 2,57 |
| Corbin Boes     | Brandon Wheat Kings | 41 | 2243 | 23 | 10 | 2   | 106 | 1  | 91,6 | 2,84 |
| Patrik Bartošák | Red Deer Rebels     | 25 | 1466 | 14 | 10 | 1   | 67  | 1  | 91,5 | 2,74 |
| Nathan Lieuwen  | Kootenay Ice        | 57 | 3340 | 27 | 20 | 8   | 139 | 3  | 91,4 | 2,50 |

## Play-offs

### Play-off-Baum
|  | Conference-Viertelfinale | Conference-Viertelfinale | Conference-Viertelfinale |                      |                    | Conference-Halbfinale | Conference-Halbfinale | Conference-Halbfinale |  |  | Conference-Finale | Conference-Finale | Conference-Finale |  |  | WHL-Meisterschaft | WHL-Meisterschaft | WHL-Meisterschaft |
|  |                          |                          |                          |                      |                    |                       |                       |                       |  |  |                   |                   |                   |  |  |                   |                   |                   |
|  | E1                       | Edmonton Oil Kings       | 4                        |                      |                    |                       |                       |                       |  |  |                   |                   |                   |  |  |                   |                   |                   |
|  | E8                       | Kootenay Ice             | 0                        |                      |                    |                       |                       |                       |  |  |                   |                   |                   |  |  |                   |                   |                   |
|  | E8                       | Kootenay Ice             | 0                        | E1                   | Edmonton Oil Kings | 4                     |                       |                       |  |  |                   |                   |                   |  |  |                   |                   |                   |
|  |                          |                          |                          | E1                   | Edmonton Oil Kings | 4                     |                       |                       |  |  |                   |                   |                   |  |  |                   |                   |                   |
|  |                          |                          | E6                       | Brandon Wheat Kings  | 0                  |                       |                       |                       |  |  |                   |                   |                   |  |  |                   |                   |                   |
|  | E3                       | Calgary Hitmen           | E6                       | Brandon Wheat Kings  | 0                  | 1                     |                       |                       |  |  |                   |                   |                   |  |  |                   |                   |                   |
|  | E3                       | Calgary Hitmen           |                          |                      |                    | 1                     |                       |                       |  |  |                   |                   |                   |  |  |                   |                   |                   |
|  | E6                       | Brandon Wheat Kings      | 4                        |                      |                    |                       |                       |                       |  |  |                   |                   |                   |  |  |                   |                   |                   |
|  | E6                       | Brandon Wheat Kings      | 4                        | E1                   | Edmonton Oil Kings | 4                     |                       |                       |  |  |                   |                   |                   |  |  |                   |                   |                   |
|  |                          |                          |                          | E1                   | Edmonton Oil Kings | 4                     | Eastern Conference    |                       |  |  |                   |                   |                   |  |  |                   |                   |                   |
|  |                          | E2                       | Moose Jaw Warriors       | 1                    |                    |                       |                       |                       |  |  |                   |                   |                   |  |  |                   |                   |                   |
|  | E2                       | E2                       | Moose Jaw Warriors       | 1                    | Moose Jaw Warriors | 4                     |                       |                       |  |  |                   |                   |                   |  |  |                   |                   |                   |
|  | E2                       |                          |                          |                      | Moose Jaw Warriors | 4                     |                       |                       |  |  |                   |                   |                   |  |  |                   |                   |                   |
|  | E7                       | Regina Pats              | 1                        |                      |                    |                       |                       |                       |  |  |                   |                   |                   |  |  |                   |                   |                   |
|  | E7                       | Regina Pats              | 1                        | E2                   | Moose Jaw Warriors | 4                     |                       |                       |  |  |                   |                   |                   |  |  |                   |                   |                   |
|  |                          |                          |                          | E2                   | Moose Jaw Warriors | 4                     |                       |                       |  |  |                   |                   |                   |  |  |                   |                   |                   |
|  |                          |                          | E4                       | Medicine Hat Tigers  | 0                  |                       |                       |                       |  |  |                   |                   |                   |  |  |                   |                   |                   |
|  | E4                       | Medicine Hat Tigers      | E4                       | Medicine Hat Tigers  | 0                  | 4                     |                       |                       |  |  |                   |                   |                   |  |  |                   |                   |                   |
|  | E4                       | Medicine Hat Tigers      |                          |                      |                    |                       |                       |                       |  |  |                   |                   |                   |  |  |                   |                   |                   |
|  | E5                       | Saskatoon Blades         | 0                        |                      |                    |                       |                       |                       |  |  |                   |                   |                   |  |  |                   |                   |                   |
|  | E5                       | Saskatoon Blades         | 0                        | E1                   | Edmonton Oil Kings | 4                     |                       |                       |  |  |                   |                   |                   |  |  |                   |                   |                   |
|  |                          |                          |                          |                      |                    |                       |                       |                       |  |  |                   |                   |                   |  |  |                   |                   |                   |
|  |                          | W3                       | Portland Winterhawks     | 3                    |                    |                       |                       |                       |  |  |                   |                   |                   |  |  |                   |                   |                   |
|  | W1                       | W3                       | Portland Winterhawks     | 3                    | Tri-City Americans | 4                     |                       |                       |  |  |                   |                   |                   |  |  |                   |                   |                   |
|  | W1                       |                          |                          |                      | Tri-City Americans | 4                     |                       |                       |  |  |                   |                   |                   |  |  |                   |                   |                   |
|  | W8                       | Everett Silvertips       | 0                        |                      |                    |                       |                       |                       |  |  |                   |                   |                   |  |  |                   |                   |                   |
|  | W8                       | Everett Silvertips       | 0                        | W1                   | Tri-City Americans | 4                     |                       |                       |  |  |                   |                   |                   |  |  |                   |                   |                   |
|  |                          |                          |                          | W1                   | Tri-City Americans | 4                     |                       |                       |  |  |                   |                   |                   |  |  |                   |                   |                   |
|  |                          |                          | W5                       | Spokane Chiefs       | 3                  |                       |                       |                       |  |  |                   |                   |                   |  |  |                   |                   |                   |
|  | W4                       | Vancouver Giants         | W5                       | Spokane Chiefs       | 3                  | 2                     |                       |                       |  |  |                   |                   |                   |  |  |                   |                   |                   |
|  | W4                       | Vancouver Giants         |                          |                      |                    | 2                     |                       |                       |  |  |                   |                   |                   |  |  |                   |                   |                   |
|  | W5                       | Spokane Chiefs           | 4                        |                      |                    |                       |                       |                       |  |  |                   |                   |                   |  |  |                   |                   |                   |
|  | W5                       | Spokane Chiefs           | 4                        | W1                   | Tri-City Americans | 0                     |                       |                       |  |  |                   |                   |                   |  |  |                   |                   |                   |
|  |                          |                          |                          | W1                   | Tri-City Americans | 0                     | Western Conference    |                       |  |  |                   |                   |                   |  |  |                   |                   |                   |
|  |                          | W3                       | Portland Winterhawks     | 4                    |                    |                       |                       |                       |  |  |                   |                   |                   |  |  |                   |                   |                   |
|  | W2                       | W3                       | Portland Winterhawks     | 4                    | Kamloops Blazers   | 4                     |                       |                       |  |  |                   |                   |                   |  |  |                   |                   |                   |
|  | W2                       |                          |                          |                      |                    |                       |                       |                       |  |  |                   |                   |                   |  |  |                   |                   |                   |
|  | W7                       | Victoria Royals          | 0                        |                      |                    |                       |                       |                       |  |  |                   |                   |                   |  |  |                   |                   |                   |
|  | W7                       | Victoria Royals          | 0                        | W2                   | Kamloops Blazers   | 3                     |                       |                       |  |  |                   |                   |                   |  |  |                   |                   |                   |
|  |                          |                          |                          | W2                   | Kamloops Blazers   | 3                     |                       |                       |  |  |                   |                   |                   |  |  |                   |                   |                   |
|  |                          |                          | W3                       | Portland Winterhawks | 4                  |                       |                       |                       |  |  |                   |                   |                   |  |  |                   |                   |                   |
|  | W3                       | Portland Winterhawks     | W3                       | Portland Winterhawks | 4                  | 4                     |                       |                       |  |  |                   |                   |                   |  |  |                   |                   |                   |
|  | W3                       | Portland Winterhawks     |                          |                      |                    |                       |                       |                       |  |  |                   |                   |                   |  |  |                   |                   |                   |
|  | W6                       | Kelowna Rockets          | 0                        |                      |                    |                       |                       |                       |  |  |                   |                   |                   |  |  |                   |                   |                   |

### Conference-Viertelfinale

#### Eastern Conference

##### (1) Edmonton Oil Kings – (8) Kootenay Ice
| 23. März 2012 19:00 Uhr (Ortszeit) | Edmonton Oil Kings Mitchell Moroz (19:54) Michael St. Croix (47:07) Curtis Lazar (56:41) | 3:0 (1:0, 0:0, 2:0) Spielbericht Stand: 1:0 | Kootenay Ice | Rexall Place, Edmonton, Alberta Zuschauer: 8.939 |

| 25. März 2012 17:00 Uhr | Edmonton Oil Kings Michael St. Croix (8:46) Tyler Maxwell (22:37) Curtis Lazar (55:05) Keegan Lowe (56:48) | 4:3 (1:2, 1:1, 2:0) Spielbericht Stand: 2:0 | Kootenay Ice Drew Czerwonka (1:00) Jesse Ismond (16:47) Joey Leach (32:49) | Rexall Place, Edmonton, Alberta Zuschauer: 8.463 |

| 28. März 2012 19:00 Uhr | Kootenay Ice Elgin Pearce (3:12) Sam Reinhart (9:31) Dylan McKinlay (35:14) | 3:6 (2:1, 1:0, 0:5) Spielbericht Stand: 0:3 | Edmonton Oil Kings Curtis Lazar (9:03) Griffin Reinhart (41:57) Keegan Lowe (48:14) Kristiāns Pelšs (52:44) Mitchell Moroz (53:01) Henrik Samuelsson (59:45) | Cranbrook Recreational Complex, Cranbrook, British Columbia Zuschauer: 2.293 |

| 29. März 2012 19:00 Uhr | Kootenay Ice Drew Czerwonka (30:21) | 1:3 (0:1, 1:1, 0:1) Spielbericht Stand: 0:4 | Edmonton Oil Kings Mark Pysyk (4:22) Rhett Rachinski (34:09) Rhett Rachinski (59:23) | Cranbrook Recreational Complex, Cranbrook, British Columbia Zuschauer: 2.146 |

##### (2) Moose Jaw Warriors – (7) Regina Pats
| 23. März 2012 19:00 Uhr (Ortszeit) | Moose Jaw Warriors Quinton Howden (19:35) Sam Fioretti (37:14) | 2:3 (1:1, 1:1, 0:1) Spielbericht Stand: 0:1 | Regina Pats Dyson Stevenson (5:51) Tanner Olstad (24:12) Dyson Stevenson (46:52) | Mosaic Place, Moose Jaw, Saskatchewan Zuschauer: 4.714 |

| 24. März 2012 19:00 Uhr | Moose Jaw Warriors Cody Beach (15:58) Kenton Miller (21:59) Cody Beach (25:27) Eric Arnold (28:48) Andrew Johnson (41:39) Cam Braes (50:14) Sam Fioretti (50:23) Eric Arnold (50:55) | 8:1 (1:0, 3:0, 4:1) Spielbericht Stand: 1:1 | Regina Pats Dyson Stevenson (45:32) | Mosaic Place, Moose Jaw, Saskatchewan Zuschauer: 4.714 |

| 27. März 2012 19:00 Uhr | Regina Pats Chandler Stephenson (18:53) Lane Scheidl (50:37) Lane Scheidl (59:18) | 3:5 (1:5, 0:0, 2:0) Spielbericht Stand: 1:2 | Moose Jaw Warriors Joel Edmundson (0:23) Quinton Howden (0:50) Kenton Miller (13:31) Brayden Point (15:14) Quinton Howden (17:24) | Brandt Centre, Regina, Saskatchewan Zuschauer: 6.372 |

| 28. März 2012 19:00 Uhr | Regina Pats Jordan Weal (26:54) Kyle Burroughs (39:30) Martin Marinčin (45:48) Martin Marinčin (47:20) | 4:5 n. V. (0:1, 2:2, 2:1, 0:0, 0:1) Spielbericht Stand: 1:3 | Moose Jaw Warriors Justin Kirsch (4:35) James Henry (22:31) Eric Arnold (38:43) Eric Arnold (55:51) Brayden Point (86:14) | Brandt Centre, Regina, Saskatchewan Zuschauer: 6.372 |

| 30. März 2012 19:00 Uhr | Moose Jaw Warriors Justin Kirsch (0:16) Brayden Point (5:21) Torrin White (8:00) Cody Beach (17:33) James Henry (57:27) | 5:2 (4:0, 0:1, 1:1) Spielbericht Stand: 4:1 | Regina Pats Trent Ouellette (29:37) Lane Scheidl (47:51) | Mosaic Place, Moose Jaw, Saskatchewan Zuschauer: 4.714 |

##### (3) Calgary Hitmen – (6) Brandon Wheat Kings
| 22. März 2012 19:00 Uhr (Ortszeit) | Calgary Hitmen Brooks Macek (19:01) Alexander Gogolew (21:16) | 2:6 (1:2, 1:1, 0:3) Spielbericht Stand: 0:1 | Brandon Wheat Kings Jason Swyripa (8:41) Darian Dziurzynski (9:27) Mark Stone (36:13) Micheal Ferland (46:22) Darian Dziurzynski (46:50) Alessio Bertaggia (56:15) | Scotiabank Saddledome, Calgary, Alberta Zuschauer: 8.229 |

| 23. März 2012 19:00 Uhr | Calgary Hitmen Alex Roach (1:25) Trevor Cheek (39:26) Trevor Cheek (47:54) Trevor Cheek (59:14) | 4:0 (1:0, 1:0, 2:0) Spielbericht Stand: 1:1 | Brandon Wheat Kings | Scotiabank Saddledome, Calgary, Alberta Zuschauer: 10.497 |

| 25. März 2012 18:00 Uhr | Brandon Wheat Kings Bruno Mraz (4:32) Micheal Ferland (28:01) Eric Roy (39:41) Kevin Sundher (44:56) | 4:1 (1:1, 2:0, 1:0) Spielbericht Stand: 2:1 | Calgary Hitmen Greg Chase (19:09) | MTS Centre, Winnipeg, Manitoba Zuschauer: 3.578 |

| 27. März 2012 19:00 Uhr | Brandon Wheat Kings Ryan Pulock (10:53) Mark Stone (15:25) Alessio Bertaggia (21:53) | 3:1 (2:0, 1:0, 0:1) Spielbericht Stand: 3:1 | Calgary Hitmen Alexander Gogolew (48:22) | MTS Centre, Winnipeg, Manitoba Zuschauer: 3.563 |

| 29. März 2012 19:00 Uhr | Brandon Wheat Kings Alessio Bertaggia (20:36) Paul Ciarelli (44:14) Paul Ciarelli (68:26) | 3:2 n. V. (0:0, 1:0, 1:2, 1:0) Spielbericht Stand: 4:1 | Calgary Hitmen Alexander Gogolew (41:12) Chase Clayton (41:45) | MTS Centre, Winnipeg, Manitoba Zuschauer: 4.002 |

##### (4) Medicine Hat Tigers – (5) Saskatoon Blades
| 23. März 2012 19:30 Uhr (Ortszeit) | Medicine Hat Tigers Matthew Konan (27:23) Curtis Valk (31:33) Spenser Jensen (34:44) James Bettauer (35:56) Emerson Etem (58:17) | 5:2 (0:0, 4:2, 1:0) Spielbericht Stand: 1:0 | Saskatoon Blades Ryan Olsen (30:00) Duncan Siemens (36:40) | Medicine Hat Arena, Medicine Hat, Alberta Zuschauer: 3.879 |

| 24. März 2012 19:30 Uhr | Medicine Hat Tigers Emerson Etem (0:56) Emerson Etem (11:07) James Bettauer (36:28) Hunter Shinkaruk (54:32) Curtis Valk (59:54) | 5:3 (2:1, 1:2, 2:0) Spielbericht Stand: 2:0 | Saskatoon Blades Matthew Pufahl (13:19) Brett Stovin (22:52) Josh Nicholls (26:55) | Medicine Hat Arena, Medicine Hat, Alberta Zuschauer: 3.946 |

| 27. März 2012 19:00 Uhr | Saskatoon Blades Michael Burns (11:35) Matěj Stránský (56:62) | 2:3 n. V. (1:1, 0:0, 1:1, 0:1) Spielbericht Stand: 0:3 | Medicine Hat Tigers Emerson Etem (4:37) Emerson Etem (42:57) Emerson Etem (69:42) | Credit Union Centre, Saskatoon, Saskatchewan Zuschauer: 4.825 |

| 28. März 2012 19:00 Uhr | Saskatoon Blades | 0:5 (0:0, 0:1, 0:4) Spielbericht Stand: 0:4 | Medicine Hat Tigers Emerson Etem (35:46) Scott McKay (44:35) Dylan Bredo (46:01) Curtis Valk (51:50) Curtis Valk (55:12) | Credit Union Centre, Saskatoon, Saskatchewan Zuschauer: 4.359 |

#### Western Conference

##### (1) Tri-City Americans – (8) Everett Silvertips
| 23. März 2012 19:05 Uhr (Ortszeit) | Tri-City Americans Jesse Mychan (3:11) Malte Strömwall (8:50) Mason Wilgosh (9:07) Connor Rankin (19:18) Adam Hughesman (28:04) Malte Strömwall (53:23) Brian Williams (57:46) | 7:2 (4:1, 1:1, 2:0) Spielbericht Stand: 1:0 | Everett Silvertips Ryan Murray (10:47) J. T. Barnett (37:53) | Toyota Center, Kennewick, Washington Zuschauer: 3.501 |

| 24. März 2012 19:05 Uhr | Tri-City Americans Patrick Holland (10:21) Mason Wilgosh (12:50) Adam Hughesman (26:20) | 3:1 (2:0, 1:0, 0:1) Spielbericht Stand: 2:0 | Everett Silvertips Ryan Murray (58:57) | Toyota Center, Kennewick, Washington Zuschauer: 3.915 |

| 27. März 2012 19:05 Uhr | Everett Silvertips | 0:4 (0:0, 0:2, 0:2) Spielbericht Stand: 0:3 | Tri-City Americans Brendan Shinnimin (21:41) Brendan Shinnimin (23:21) Adam Hughesman (58:14) Justin Feser (58:51) | Comcast Arena, Everett, Washington Zuschauer: 0 |

| 28. März 2012 19:05 Uhr | Everett Silvertips Ryan Harrison (46:10) Ryan Murray (49:10) Josh Caron (59:19) | 3:4 n. V. (0:1, 0:2, 3:0, 0:1) Spielbericht Stand: 0:4 | Tri-City Americans Brendan Shinnimin (6:05) Mason Wilgosh (20:31) Mitch Topping (29:58) Zach Yuen (78:53) | Comcast Arena, Everett, Washington Zuschauer: 2.385 |

##### (2) Kamloops Blazers – (7) Victoria Royals
| 23. März 2012 19:00 Uhr (Ortszeit) | Kamloops Blazers Dylan Willick (9:29) Tim Bozon (24:13) Chase Schaber (37:03) Tim Bozon (37:50) | 4:1 (1:1, 3:0, 0:0) Spielbericht Stand: 1:0 | Victoria Royals Robin Soudek (11:36) | Interior Savings Centre, Kamloops, British Columbia Zuschauer: 4.948 |

| 24. März 2012 19:00 Uhr | Kamloops Blazers Jordan DePape (19:24) Tim Bozon (20:38) Brady Gaudet (28:15) Chase Schaber (29:03) Dylan Willick (31:27) Cole Ully (34:57) Jordan DePape (56:37) | 7:4 (1:0, 5:1, 1:3) Spielbericht Stand: 2:0 | Victoria Royals Jamie Crooks (2:54) Austin Carroll (43:07) Robin Soudek (54:15) Taylor Crunk (58:14) | Interior Savings Centre, Kamloops, British Columbia Zuschauer: 4.527 |

| 27. März 2012 19:05 Uhr | Victoria Royals Zane Jones (8:02) Jamie Crooks (15:16) Jamie Crooks (25:51) Jamie Crooks (28:26) Austin Carroll (41:20) | 5:7 (2:0, 2:6, 1:1) Spielbericht Stand: 0:3 | Kamloops Blazers Dylan Willick (20:54) Tim Bozon (22:55) Landon Cross (24:36) Jordan DePape (34:55) Matt Needham (37:26) JC Lipon (38:48) Colin Smith (46:38) | Save-On-Foods Memorial Centre, Victoria, British Columbia Zuschauer: 5.255 |

| 28. März 2012 19:00 Uhr | Victoria Royals Ben Walker (1:40) | 1:4 (1:1, 0:2, 0:1) Spielbericht Stand: 0:4 | Kamloops Blazers Matt Needham (12:13) Brendan Ranford (24:27) Dylan Willick (33:07) Dylan Willick (58:47) | Save-On-Foods Memorial Centre, Victoria, British Columbia Zuschauer: 5.277 |

##### (3) Portland Winterhawks – (6) Kelowna Rockets
| 23. März 2012 19:00 Uhr (Ortszeit) | Portland Winterhawks Ty Rattie (27:42) Ty Rattie (31:42) Joe Morrow (39:59) Oliver Gabriel (42:43) Taylor Leier (50:53) Ty Rattie (57:31) | 6:3 (0:1, 3:1, 3:1) Spielbericht Stand: 1:0 | Kelowna Rockets Cody Chikie (17:23) Zach Franko (37:08) Colton Sissons (48:06) | Portland Memorial Coliseum, Portland, Oregon Zuschauer: 6.243 |

| 24. März 2012 19:00 Uhr | Portland Winterhawks Troy Rutkowski (27:30) Brad Ross (38:53) Ty Rattie (42:07) Tyler Wotherspoon (49:46) | 4:0 (0:0, 2:0, 2:0) Spielbericht Stand: 2:0 | Kelowna Rockets | Portland Memorial Coliseum, Portland, Oregon Zuschauer: 5.885 |

| 27. März 2012 19:05 Uhr | Kelowna Rockets Damon Severson (10:46) Colten Martin (26:06) Damon Severson (58:52) | 3:6 (1:2, 1:1, 1:3) Spielbericht Stand: 0:3 | Portland Winterhawks Ty Rattie (5:56) Sven Bärtschi (13:48) Ty Rattie (39:19) Sven Bärtschi (43:55) Joe Morrow (59:30) Taylor Leier (59:59) | Prospera Place, Kelowna, British Columbia Zuschauer: 6.011 |

| 29. März 2012 19:05 Uhr | Kelowna Rockets Madison Bowey (17:34) Brett Bulmer (22:27) Myles Bell (47:33) | 3:5 (1:2, 1:0, 1:3) Spielbericht Stand: 0:4 | Portland Winterhawks Ty Rattie (4:06) Ty Rattie (19:08) Ty Rattie (41:28) Taylor Leier (53:05) Ty Rattie (59:25) | Prospera Place, Kelowna, British Columbia Zuschauer: 6.019 |

##### (4) Vancouver Giants – (5) Spokane Chiefs
| 23. März 2012 19:30 Uhr (Ortszeit) | Vancouver Giants Austin Fyten (19:57) Cain Franson (21:44) Marek Tvrdoň (23:30) Jordan Martinook (27:23) Jordan Martinook (36:34) Cain Franson (56:12) Cain Franson (59:58) | 7:5 (1:0, 4:2, 2:3) Spielbericht Stand: 1:0 | Spokane Chiefs Blake Gal (26:42) Steven Kuhn (35:26) Jason Fram (46:32) Dominik Uher (47:37) Mike Aviani (58:29) | Pacific Coliseum, Vancouver, British Columbia Zuschauer: 5.816 |

| 24. März 2012 19:00 Uhr | Vancouver Giants Neil Manning (8:10) Jordan Martinook (10:20) Marek Tvrdoň (29:53) Brendan Gallagher (31:32) Marek Tvrdoň (36:29) Neil Manning (48:07) Brendan Gallagher (54:40) | 7:3 (2:0, 3:0, 2:3) Spielbericht Stand: 2:0 | Spokane Chiefs Steven Kuhn (41:03) Mitch Holmberg (43:05) Mitch Holmberg (50:24) | Pacific Coliseum, Vancouver, British Columbia Zuschauer: 5.146 |

| 27. März 2012 19:05 Uhr | Spokane Chiefs Reid Gow (3:48) Blake Gal (16:57) Corbin Baldwin (55:56) | 3:2 (2:0, 0:1, 1:1) Spielbericht Stand: 1:2 | Vancouver Giants Cain Franson (23:48) Brendan Gallagher (57:30) | Spokane Veterans Memorial Arena, Spokane, Washington Zuschauer: 3.919 |

| 28. März 2012 19:05 Uhr | Spokane Chiefs Darren Kramer (8:26) Liam Stewart (29:33) Mitch Holmberg (66:43) | 3:2 n. V. (1:0, 1:0, 0:2, 1:0) Spielbericht Stand: 2:2 | Vancouver Giants Austin Fyten (49:21) Brendan Gallagher (59:29) | Spokane Veterans Memorial Arena, Spokane, Washington Zuschauer: 4.468 |

| 30. März 2012 19:30 Uhr | Vancouver Giants Brendan Gallagher (35:06) | 1:5 (0:1, 1:1, 0:3) Spielbericht Stand: 2:3 | Spokane Chiefs Liam Stewart (7:20) Darren Kramer (21:09) Mitch Holmberg (44:47) Mitch Holmberg (49:14) Blake Gal (49:37) | Pacific Coliseum, Vancouver, British Columbia Zuschauer: 6.328 |

| 1. April 2012 18:00 Uhr | Spokane Chiefs Mike Aviani (15:17) Corbin Baldwin (39:57) Mitch Holmberg (46:26) | 3:1 (1:1, 1:0, 1:0) Spielbericht Stand: 4:2 | Vancouver Giants Cain Franson (1:40) | Spokane Veterans Memorial Arena, Spokane, Washington Zuschauer: 5.521 |

### Conference-Halbfinale

#### Eastern Conference

##### (1) Edmonton Oil Kings – (6) Brandon Wheat Kings
| 6. April 2012 19:00 Uhr (Ortszeit) | Edmonton Oil Kings Kristiāns Pelšs (9:08) Dylan Wruck (23:45) | 2:1 (1:0, 1:0, 0:1) Spielbericht Stand: 1:0 | Brandon Wheat Kings Brodie Melnychuk (48:23) | Rexall Place, Edmonton, Alberta Zuschauer: 8.402 |

| 7. April 2012 18:00 Uhr | Edmonton Oil Kings Kristiāns Pelšs (25:56) Kristiāns Pelšs (28:28) Travis Ewanyk (29:54) Jordan Peddle (30:55) | 4:3 (0:1, 4:2, 0:0) Spielbericht Stand: 2:0 | Brandon Wheat Kings Micheal Ferland (0:39) Alessio Bertaggia (26:26) Ryan Pulock (39:59) | Rexall Place, Edmonton, Alberta Zuschauer: 7.106 |

| 10. April 2012 19:00 Uhr | Brandon Wheat Kings Ryan Pulock (10:48) | 1:5 (1:0, 0:2, 0:3) Spielbericht Stand: 0:3 | Edmonton Oil Kings Travis Ewanyk (25:24) Curtis Lazar (34:21) T. J. Foster (40:46) Mitchell Moroz (46:10) Stephane Legault (54:53) | Westman Place, Brandon, Manitoba Zuschauer: 3.651 |

| 11. April 2012 19:00 Uhr | Brandon Wheat Kings | 0:6 (0:4, 0:1, 0:1) Spielbericht Stand: 0:4 | Edmonton Oil Kings Henrik Samuelsson (2:50) Mark Pysyk (9:00) Travis Ewanyk (11:48) Martin Gernat (14:51) Martin Gernat (23:19) Michael St. Croix (57:13) | Westman Place, Brandon, Manitoba Zuschauer: 3.226 |

##### (2) Moose Jaw Warriors – (4) Medicine Hat Tigers
| 6. April 2012 19:00 Uhr (Ortszeit) | Moose Jaw Warriors Joel Edmundson (28:11) Joel Edmundson (51:41) | 2:1 (0:0, 1:0, 1:1) Spielbericht Stand: 1:0 | Medicine Hat Tigers Curtis Valk (59:06) | Mosaic Place, Moose Jaw, Saskatchewan Zuschauer: 4.598 |

| 7. April 2012 19:00 Uhr | Moose Jaw Warriors Quinton Howden (29:50) Quinton Howden (30:35) Eric Arnold (40:13) Kenton Miller (45:19) Justin Kirsch (54:07) Cody Beach (57:06) | 6:1 (0:1, 2:0, 4:0) Spielbericht Stand: 2:0 | Medicine Hat Tigers Hunter Shinkaruk (18:02) | Mosaic Place, Moose Jaw, Saskatchewan Zuschauer: 4.634 |

| 10. April 2012 19:00 Uhr | Medicine Hat Tigers Curtis Valk (8:15) Matthew Konan (58:02) | 2:4 (1:0, 0:2, 1:2) Spielbericht Stand: 0:3 | Moose Jaw Warriors Brayden Point (21:49) Kendall McFaull (32:40) Eric Arnold (50:41) James Henry (53:42) | Medicine Hat Arena, Medicine Hat, Alberta Zuschauer: 4.006 |

| 11. April 2012 19:00 Uhr | Medicine Hat Tigers James Bettauer (9:09) Boston Leier (16:58) James Bettauer (17:43) | 3:4 n. V. (3:1, 0:1, 0:1, 0:1) Spielbericht Stand: 0:4 | Moose Jaw Warriors James Henry (1:43) Kenton Miller (23:08) Sam Fioretti (55:51) Brayden Point (68:50) | Medicine Hat Arena, Medicine Hat, Alberta Zuschauer: 4.006 |

#### Western Conference

##### (1) Tri-City Americans – (5) Spokane Chiefs
| 6. April 2012 19:05 Uhr (Ortszeit) | Tri-City Americans Brendan Shinnimin (8:05) Mason Wilgosh (54:34) | 2:3 n. V. (1:0, 0:1, 1:1, 0:1) Spielbericht Stand: 0:1 | Spokane Chiefs Mike Aviani (36:22) Darren Kramer (42:39) Mitch Holmberg (61:06) | Toyota Center, Kennewick, Washington Zuschauer: 4.351 |

| 7. April 2012 19:05 Uhr | Tri-City Americans Adam Hughesman (13:21) Justin Feser (44:01) | 2:1 (1:0, 0:0, 1:1) Spielbericht Stand: 1:1 | Spokane Chiefs Mitch Holmberg (58:35) | Toyota Center, Kennewick, Washington Zuschauer: 4.368 |

| 11. April 2012 19:05 Uhr | Spokane Chiefs Steven Kuhn (52:16) | 1:2 (0:2, 0:0, 1:0) Spielbericht Stand: 1:2 | Tri-City Americans Nathan MacMaster (9:20) Brendan Shinnimin (14:56) | Spokane Veterans Memorial Arena, Spokane, Washington Zuschauer: 4.742 |

| 13. April 2012 19:05 Uhr | Spokane Chiefs Collin Valcourt (3:42) Mitch Holmberg (11:13) Dominik Uher (66:28) | 3:2 n. V. (2:0, 0:2, 0:0, 1:0) Spielbericht Stand: 2:2 | Tri-City Americans Derek Ryckman (23:00) Adam Hughesman (32:32) | Spokane Veterans Memorial Arena, Spokane, Washington Zuschauer: 7.520 |

| 14. April 2012 19:05 Uhr | Tri-City Americans Patrick Holland (13:33) Adam Hughesman (27:37) Mitch Topping (31:53) Justin Hamonic (36:44) Connor Rankin (59:00) | 5:3 (1:1, 3:2, 1:0) Spielbericht Stand: 3:2 | Spokane Chiefs Steven Kuhn (4:04) Reid Gow (20:41) Dominik Uher (31:08) | Toyota Center, Kennewick, Washington Zuschauer: 4.587 |

| 16. April 2012 19:05 Uhr | Spokane Chiefs Dominik Uher (5:35) Mitch Holmberg (6:28) Steven Kuhn (29:20) Liam Stewart (69:33) | 4:3 n. V. (2:1, 1:2, 0:0, 1:0) Spielbericht Stand: 3:3 | Tri-City Americans Derek Ryckman (2:56) Justin Feser (28:47) Patrick Holland (38:31) | Spokane Veterans Memorial Arena, Spokane, Washington Zuschauer: 4.927 |

| 18. April 2012 19:05 Uhr | Tri-City Americans Brian Williams (25:03) Malte Strömwall (54:38) Brendan Shinnimin (55:42) | 3:2 (0:1, 1:0, 2:1) Spielbericht Stand: 4:3 | Spokane Chiefs Dominik Uher (18:48) Mitch Holmberg (45:47) | Toyota Center, Kennewick, Washington Zuschauer: 4.679 |

##### (3) Portland Winterhawks – (2) Kamloops Blazers
| 6. April 2012 19:00 Uhr (Ortszeit) | Portland Winterhawks Ty Rattie (25:19) Sven Bärtschi (49:02) Ty Rattie (50:09) Brad Ross (54:47) Brad Ross (59:31) | 5:3 (0:2, 1:1, 4:0) Spielbericht Stand: 1:0 | Kamloops Blazers Matt Needham (0:24) Jordan DePape (7:56) Chase Souto (29:11) | Portland Memorial Coliseum, Portland, Oregon Zuschauer: 6.109 |

| 7. April 2012 19:00 Uhr | Portland Winterhawks Sven Bärtschi (39:14) Taylor Leier (40:56) Cam Reid (41:15) Sven Bärtschi (47:12) | 4:1 (0:0, 1:0, 3:1) Spielbericht Stand: 2:0 | Kamloops Blazers Chase Souto (41:54) | Portland Memorial Coliseum, Portland, Oregon Zuschauer: 6.445 |

| 10. April 2012 19:00 Uhr | Kamloops Blazers Brendan Ranford (15:53) Colin Smith (36:11) | 2:5 (1:1, 1:3, 0:1) Spielbericht Stand: 0:3 | Portland Winterhawks Brad Ross (3:11) Taylor Leier (25:16) Brad Ross (25:49) Brad Ross (36:59) Brad Ross (59:23) | Interior Savings Centre, Kamloops, British Columbia Zuschauer: 3.712 |

| 11. April 2012 19:00 Uhr | Kamloops Blazers JC Lipon (12:10) Bronson Maschmeyer (35:06) Brandon Herrod (38:30) Brendan Ranford (46:03) Dylan Willick (47:37) | 5:4 (1:4, 2:0, 2:0) Spielbericht Stand: 1:3 | Portland Winterhawks Ty Rattie (4:19) Derrick Pouliot (5:21) Cam Reid (8:22) Derrick Pouliot (10:58) | Interior Savings Centre, Kamloops, British Columbia Zuschauer: 3.587 |

| 14. April 2012 19:00 Uhr | Portland Winterhawks Brendan Leipsic (28:42) Marcel Noebels (51:23) | 2:7 (0:2, 1:2, 1:3) Spielbericht Stand: 3:2 | Kamloops Blazers Marek Hrbas (8:53) Jordan DePape (16:46) Ryan Hanes (25:30) Brendan Ranford (39:18) Tim Bozon (46:30) Chase Souto (47:37) Jordan DePape (50:51) | Rose Garden Arena, Portland, Oregon Zuschauer: 10.135 |

| 16. April 2012 19:00 Uhr | Kamloops Blazers Brendan Ranford (7:15) Bronson Maschmeyer (14:03) Marek Hrbas (45:55) Jordan DePape (48:49) Aspen Sterzer (49:00) Colin Smith (55:21) Bronson Maschmeyer (59:39) | 7:6 (2:3, 0:2, 5:1) Spielbericht Stand: 3:3 | Portland Winterhawks Derrick Pouliot (6:46) Brad Ross (8:06) Brad Ross (17:32) Oliver Gabriel (26:43) Brendan Leipsic (31:24) Cam Reid (55:47) | Interior Savings Centre, Kamloops, British Columbia |

| 18. April 2012 19:00 Uhr | Portland Winterhawks Marcel Noebels (1:01) Brendan Leipsic (49:49) | 2:0 (1:0, 0:0, 1:0) Spielbericht Stand: 4:3 | Kamloops Blazers | Portland Memorial Coliseum, Portland, Oregon Zuschauer: 7.823 |

### Conference-Finale

#### Eastern Conference

##### (1) Edmonton Oil Kings – (2) Moose Jaw Warriors
| 20. April 2012 19:00 Uhr (Ortszeit) | Edmonton Oil Kings Klarc Wilson (9:15) Stephane Legault (20:18) Rhett Rachinski (25:07) Curtis Lazar (32:55) Tyler Maxwell (38:22) Stephane Legault (49:21) | 6:1 (1:0, 4:1, 1:0) Spielbericht Stand: 1:0 | Moose Jaw Warriors Jordan Wyton (34:30) | Rexall Place, Edmonton, Alberta Zuschauer: 8.921 |

| 22. April 2012 17:00 Uhr | Edmonton Oil Kings Jordan Peddle (13:19) Henrik Samuelsson (30:01) Martin Gernat (34:35) Curtis Lazar (46:54) Jordan Peddle (57:47) Mitchell Moroz (58:40) | 6:1 (1:0, 2:1, 3:0) Spielbericht Stand: 2:0 | Moose Jaw Warriors Kenton Miller (31:37) | Rexall Place, Edmonton, Alberta Zuschauer: 8.077 |

| 24. April 2012 19:00 Uhr | Moose Jaw Warriors Brayden Point (17:07) James Henry (55:33) | 2:3 (1:1, 0:1, 1:1) Spielbericht Stand: 0:3 | Edmonton Oil Kings T. J. Foster (8:05) Curtis Lazar (21:44) Michael St. Croix (45:38) | Mosaic Place, Moose Jaw, Saskatchewan Zuschauer: 4.610 |

| 25. April 2012 19:00 Uhr | Moose Jaw Warriors Brayden Point (5:59) Cam Braes (14:47) Kenton Miller (19:58) Kenton Miller (26:24) James Henry (57:35) | 5:1 (3:0, 1:1, 1:0) Spielbericht Stand: 1:3 | Edmonton Oil Kings Tyler Maxwell (28:28) | Mosaic Place, Moose Jaw, Saskatchewan Zuschauer: 4.622 |

| 27. April 2012 19:00 Uhr | Edmonton Oil Kings Michael St. Croix (2:46) Martin Gernat (17:44) Curtis Lazar (37:05) Martin Gernat (49:06) | 4:1 (2:0, 1:1, 1:0) Spielbericht Stand: 4:1 | Moose Jaw Warriors Sam Fioretti (27:09) | Rexall Place, Edmonton, Alberta Zuschauer: 8.150 |

#### Western Conference

##### (1) Tri-City Americans – (3) Portland Winterhawks
| 20. April 2012 19:05 Uhr (Ortszeit) | Tri-City Americans Brendan Shinnimin (26:26) Patrick Holland (38:39) Patrick Holland (49:07) Mitch Topping (55:09) | 4:5 n. V. (0:1, 2:2, 2:1, 0:1) Spielbericht Stand: 0:1 | Portland Winterhawks Brendan Leipsic (19:40) Sven Bärtschi (28:25) Cam Reid (35:48) Joe Morrow (50:56) Marcel Noebels (67:52) | Toyota Center, Kennewick, Washington Zuschauer: 3.753 |

| 21. April 2012 19:05 Uhr | Tri-City Americans Jordan Messier (4:27) Adam Hughesman (8:50) Patrick Holland (20:46) Justin Feser (44:52) | 4:5 n. V. (2:1, 1:1, 1:2, 0:1) Spielbericht Stand: 0:2 | Portland Winterhawks Ty Rattie (13:39) Brad Ross (33:01) Joey Baker (49:55) Ty Rattie (58:07) Ty Rattie (67:58) | Toyota Center, Kennewick, Washington Zuschauer: 4.092 |

| 25. April 2012 19:00 Uhr | Portland Winterhawks Marcel Noebels (30:40) Ty Rattie (51:21) Brad Ross (59:26) | 3:1 (0:1, 1:0, 2:0) Spielbericht Stand: 3:0 | Tri-City Americans Adam Hughesman (1:16) | Rose Garden Arena, Portland, Oregon Zuschauer: 7.716 |

| 26. April 2012 19:00 Uhr | Portland Winterhawks Cam Reid (46:42) Marcel Noebels (47:38) Sven Bärtschi (56:57) Brad Ross (57:23) | 4:1 (0:1, 0:0, 4:0) Spielbericht Stand: 4:0 | Tri-City Americans Adam Hughesman (17:40) | Rose Garden Arena, Portland, Oregon Zuschauer: 10.947 |

### Ed-Chynoweth-Cup-Finale

#### (1) Edmonton Oil Kings – (3) Portland Winterhawks
| 3. Mai 2012 19:00 Uhr (Ortszeit) | Edmonton Oil Kings Rhett Rachinski (1:25) Martin Gernát (24:59) Jordan Peddle (34:30) | 3:2 (1:0, 2:2, 0:0) Spielbericht Stand: 1:0 | Portland Winterhawks Marcel Noebels (34:42) Sven Bärtschi (36:39) | Rexall Place, Edmonton, Alberta Zuschauer: 7.466 |

| 4. Mai 2012 19:00 Uhr | Edmonton Oil Kings Kristiāns Pelšs (44:44) | 1:5 (0:1, 0:3, 1:1) Spielbericht Stand: 1:1 | Portland Winterhawks Brendan Leipsic (2:37) Brendan Leipsic (29:20) Sven Bärtschi (30:28) Taylor Peters (38:38) Sven Bärtschi (58:34) | Rexall Place, Edmonton, Alberta Zuschauer: 10.720 |

| 6. Mai 2012 18:00 Uhr | Portland Winterhawks Sven Bärtschi (24:53) Ty Rattie (32:06) Oliver Gabriel (32:35) Brendan Leipsic (44:37) | 4:3 (0:0, 3:0, 1:3) Spielbericht Stand: 2:1 | Edmonton Oil Kings Henrik Samuelsson (40:20) Martin Gernát (47:16) Keegan Lowe (50:34) | Rose Garden Arena, Portland, Oregon Zuschauer: 10.947 |

| 8. Mai 2012 19:00 Uhr | Portland Winterhawks Marcel Noebels (1:21) Sven Bärtschi (43:49) Sven Bärtschi (49:06) | 3:4 n. V. (1:1, 0:2, 2:0, 0:1) Spielbericht Stand: 2:2 | Edmonton Oil Kings Rhett Rachinski (15:50) Tyler Maxwell (28:17) Stephane Legault (39:04) Rhett Rachinski (69:07) | Rose Garden Arena, Portland, Oregon Zuschauer: 10.947 |

| 10. Mai 2012 19:00 Uhr | Edmonton Oil Kings Jordan Peddle (18:00) Griffin Reinhart (24:44) Jordan Peddle (27:20) Mark Pysyk (59:04) | 4:3 (1:1, 2:1, 1:1) Spielbericht Stand: 3:2 | Portland Winterhawks Marcel Noebels (1:45) Ty Rattie (25:27) Sven Bärtschi (45:07) | Rexall Place, Edmonton, Alberta Zuschauer: 11.077 |

| 12. Mai 2012 18:00 Uhr | Portland Winterhawks Oliver Gabriel (11:07) Joe Morrow (48:44) Oliver Gabriel (57:21) | 3:2 (1:1, 0:0, 2:1) Spielbericht Stand: 3:3 | Edmonton Oil Kings Michael St. Croix (7:53) Stephane Legault (51:05) | Rose Garden Arena, Portland, Oregon Zuschauer: 10.947 |

| 13. Mai 2012 18:00 Uhr | Edmonton Oil Kings Rhett Rachinski (1:51) Tyler Maxwell (19:42) Michael St. Croix (24:41) T. J. Foster (30:16) | 4:1 (2:0, 2:1, 0:0) Spielbericht Stand: 4:3 | Portland Winterhawks Oliver Gabriel (31:40) | Rexall Place, Edmonton, Alberta Zuschauer: 12.514 |

### Ed-Chynoweth-Cup-Sieger
| Ed-Chynoweth-Cup-Sieger Edmonton Oil Kings | Torhüter: Laurent Brossoit, Tristan Jarry Verteidiger: Cody Corbett, Ryan Dech, Mason Geertsen, Martin Gernát, Keegan Lowe, Mark Pysyk, Griffin Reinhart, Ashton Sautner Angreifer: Cole Benson, Travis Ewanyk, T. J. Foster, Curtis Lazar, Stephane Legault, Tyler Maxwell, Mitchell Moroz, Jordan Peddle, Kristiāns Pelšs, Rhett Rachinski, Henrik Samuelsson, Tristan Sieben, Michael St. Croix, Klarc Wilson, Dylan Wruck Cheftrainer: Derek Laxdal General Manager: Bob Green |

### Beste Scorer
Abkürzungen: GP = Spiele, G = Tore, A = Assists, Pts = Punkte, PIM = Strafminuten; Fett: Saisonbestwert
| Spieler           | Team      | GP | G  | A  | Pts | PIM |
| ----------------- | --------- | -- | -- | -- | --- | --- |
| Sven Bärtschi     | Portland  | 22 | 14 | 20 | 34  | 10  |
| Ty Rattie         | Portland  | 21 | 19 | 14 | 33  | 12  |
| Marcel Noebels    | Portland  | 22 | 8  | 15 | 23  | 6   |
| Brendan Shinnimin | Tri-City  | 15 | 7  | 16 | 23  | 28  |
| Brad Ross         | Portland  | 22 | 12 | 10 | 22  | 57  |
| Adam Hughesman    | Tri-City  | 15 | 9  | 10 | 19  | 12  |
| Curtis Lazar      | Edmonton  | 20 | 8  | 11 | 19  | 4   |
| Michael St. Croix | Edmonton  | 20 | 7  | 12 | 19  | 6   |
| Patrick Holland   | Tri-City  | 14 | 6  | 13 | 19  | 22  |
| James Henry       | Moose Jaw | 14 | 6  | 12 | 18  | 16  |

### Beste Torhüter
Abkürzungen: GP = Spiele, TOI = Eiszeit (in Minuten), W = Siege, L = Niederlagen, OTL = Overtime/Shootout-Niederlagen, GA = Gegentore, SO = Shutouts, Sv% = gehaltene Schüsse (in %), GAA = Gegentorschnitt
| Spieler          | Team     | GP | TOI  | W  | L | GA | SO | Sv%  | GAA  |
| ---------------- | -------- | -- | ---- | -- | - | -- | -- | ---- | ---- |
| Brandon Glover   | Calgary  | 4  | 224  | 1  | 1 | 7  | 1  | 94,1 | 1,87 |
| Laurent Brossoit | Edmonton | 20 | 1204 | 16 | 4 | 41 | 2  | 93,3 | 2,04 |
| Eric Williams    | Spokane  | 12 | 702  | 7  | 4 | 26 | 0  | 92,6 | 2,22 |

## Auszeichnungen

### All-Star-Teams

#### Eastern Conference
| First All-Star-Team |                                         |
| Angriff:            | Emerson Etem – Mark Stone – Jordan Weal |
| Verteidigung:       | Alex Petrovic – Ryan Pulock             |
| Tor:                | Tyler Bunz                              |

| Second All-Star-Team |                                                    |
| Angriff:             | Michael St. Croix – Max Reinhart – Micheal Ferland |
| Verteidigung:        | Mark Pysyk – Brandon Davidson                      |
| Tor:                 | Nathan Lieuwen                                     |

#### Western Conference
| First All-Star-Team |                                                   |
| Angriff:            | Brendan Gallagher – Brendan Shinnimin – Ty Rattie |
| Verteidigung:       | Joe Morrow – Brenden Kichton                      |
| Tor:                | Ty Rimmer                                         |

| Second All-Star-Team |                                                  |
| Angriff:             | Patrick Holland – Adam Hughesman – Sven Bärtschi |
| Verteidigung:        | Austin Madaisky – Ryan Murray                    |
| Tor:                 | Cole Cheveldave                                  |

### Vergebene Trophäen
| Auszeichnung                      | Auszeichnung                           | Team                                                      |
| --------------------------------- | -------------------------------------- | --------------------------------------------------------- |
| Scotty Munro Memorial Trophy      | Scotty Munro Memorial Trophy           | Edmonton Oil Kings                                        |
| Auszeichnung                      | Spieler                                | Team                                                      |
| Four Broncos Memorial Trophy      | Brendan Shinnimin                      | Tri-City Americans                                        |
| Bob Clarke Trophy                 | Brendan Shinnimin                      | Tri-City Americans                                        |
| Bill Hunter Memorial Trophy       | Alex Petrovic                          | Red Deer Rebels                                           |
| Jim Piggott Memorial Trophy       | Sam Reinhart                           | Kootenay Ice                                              |
| Del Wilson Trophy                 | Tyler Bunz                             | Medicine Hat Tigers                                       |
| WHL Plus-Minus Award              | Brendan Shinnimin Mark Stone Zach Yuen | Tri-City Americans Brandon Wheat Kings Tri-City Americans |
| Brad Hornung Trophy               | Mark Stone                             | Brandon Wheat Kings                                       |
| Daryl K. (Doc) Seaman Trophy      | Reid Gow                               | Spokane Chiefs                                            |
| Dunc McCallum Memorial Trophy     | Jim Hiller                             | Tri-City Americans                                        |
| Lloyd Saunders Memorial Trophy    | Bob Green                              | Edmonton Oil Kings                                        |
| Allan Paradice Memorial Trophy    | Pat Smith                              |                                                           |
| St. Clair Group Trophy            |                                        |                                                           |
| Doug Wickenheiser Memorial Trophy | Taylor Vause                           | Swift Current Broncos                                     |
| WHL Playoff MVP                   | Laurent Brossoit                       | Edmonton Oil Kings                                        |